# Parthenia Inviolata

Parthenia Inviolata, or Mayden-Musicke for the Virginalls and Bass-Viol est le deuxième livre de musique pour clavier imprimé en Angleterre. Il contient vingt pièces écrites pour virginal et basse de viole.
Il a apparemment été publié comme une suite à Parthenia, publié vers 1612, qui contient 21 pièces pour virginal. Le titre prolonge le jeu de mots de l'œuvre originale, car « inviolata » signifie à la fois « non touché » et « mis pour viole ». Comme Parthenia, aucune date n'est donnée, mais Edouard Francis Rimbault estime 1614 comme date de publication. Matthew Hall, qui la date un peu plus tardivement (vers 1624), a noté que, contrairement aux œuvres antérieures qui utilisaient le clavier pour doubler des parties dans la musique pour consort, ici la viole double un arrangement pour clavier.
Le seul exemplaire connu de cette publication était en possession de Rimbault à sa mort en 1876. Il a été vendu aux enchères au collectionneur de livres Joseph William Drexel et se trouve maintenant dans la collection Drexel (cote Drexel 5120) à la bibliothèque publique de New York. Un fac-similé a été publié en 1961 avec une introduction historique de Thurston Dart, une préface de Sydney Beck et une note bibliographique de Richard J. Wolfe.
Toutes les pièces sont anonymes. Ernest Brenneke note qu'une pièce est apparemment une paraphrase basée sur une pièce de Giles Farnaby, et postule pour des raisons stylistiques que d'autres pièces de la collection pourraient être de ce compositeur.

## Contenu
Sur les vingt pièces, huit sont sans titre et trois sont intitulées "Almaine". Quelques pièces sont conservées dans d'autres recueils. Le numéro 1 est une moresca qui apparaît également dans le Fitzwilliam Virginal Book (n°247) et dans un manuscrit du British Museum (MS 36661), sous des titres légèrement différents, mais également anonymes. Le numéro 2 est une version simplifiée d'un masque attribué à Farnaby dans le Fitzwilliam Virginal Book (n°209). Le numéro 16 ("Almaine") est identique à une pièce de la collection Drexel 5612, où il est également anonyme .
1. The Kinges Morisk
2. The Lordes Mask
3. The Irish Dance
4. New Noddie
5. Old Noddie
6. Ages of Youth
7. The first part of the old yeere
8. The last part of the old yeere
9. Miserere
10. Almaine
11. (sans titre)
12. (sans titre)
13. (sans titre)
14. (sans titre)
15. Almaine
16. Almaine
17. (sans titre)
18. (sans titre)
19. (sans titre)
20. (sans titre)